# ナガミハマナタマメ
ナガミハマナタマメ（長実浜鉈豆、学名：Canavalia rosea）は、マメ科ナタマメ属の常緑匍匐性～つる性多年生草本。別名ナンカイハマナタマメ。

## 特徴
葉は三出複葉、小葉の長さは6–15 cmで、先がしばしば凹む。花はハマナタマメと同様に通常のマメ科の花と上下が逆で、旗弁が下になる。花色はハマナタマメより濃い桃色。豆果は同属２種（ハマナタマメ及びタカナタマメ）より明らかに細長い。

## 分布と生育環境
沖縄島、宮古島、水納島、石垣島、小浜島、西表島、波照間島、与那国島、鹿児島県トカラ列島中之島。世界の熱帯～亜熱帯に分布。
海浜に生え、茎は匍匐し長く伸びる。グンバイヒルガオとしばしば混生する。種子は海水に３ヶ月以上浮き続け、海流で散布される。

## ギャラリー
- 豆果
- 砂浜海岸における生育状況